# Дом Борда
Дом Борда (исп. Casa Borda), расположенный на пересечении улиц Мадеро и Боливара в историческом центре Мехико, первоначально принадлежал французу Хосе де ла Борда, который был одним из самых богатых людей в Новой Испании в XVIII веке. Он примечателен своими архитектурными особенностями, такими как скульптурные каменные декоративные детали на первом этаже. Первоначальное здание занимало весь городской квартал. Оно включало различные внутренние дворы. У дома Борда был железный балкон, построенный по всему периметру здания, поддерживаемый углами в форме петушиных лап. По этому балкону можно было обойти весь дом Борда по внешней стороне.

## Первоначальное здание
Этот особняк был построен в качестве подарка жене Борды на её 16-летие, Тересе Вердуго-и-Арагонес. Он расположен недалеко от старого монастыря Сан-Франсиско и дворца Итурбиде. Дом Борда был построен по проекту самого известного архитектора того времени в Мексике, Франсиско Антонио де Герреро-и-Торреса, и занимал целый городской квартал, ограниченный улицами Сан-Франсиско, Колисео, Колехио-де-Ниньяс и Эспириту-Санто. Сегодня эти улицы известны как Мадеро, Боливар, 16 сентября и Мотолиния. Дом Борда был трёхэтажным, покрыт красной вулканической породой «тезонтл» и серо-белым песчаником. Рядом с главным входом находилась большая ниша со статуей Девы Марии Гваделупской. По всему периметру первоначального здания его обвивал железный балкон на уровне второго и третьего этажей.
Внутри комплекса располагалась монументальная библиотека, четыре обеденных зала, 25 альковов, три кухни, две конюшни, три кабинета и две часовни. Всё внутреннее пространство было богато украшено коврами, тяжёлыми шторами, картинами, фарфором, часами, скульптурами и мебелью, богато украшенной резьбой.

## Современные здания
На протяжении веков особняк распадался на фрагменты, и большая его часть были снесена. От прежнего дома Борда ныне осталось лишь пять участков, четыре из которых имеют оригинальный фасад и двойной балкон. Здание на улице Боливар (дом 28), в котором находится отель «Coliseo», обладает фасадом начала XX века, но нижняя внутренняя часть относится к исконному дому Борда. В начале XX века в здании на улице Мадеро (дом 33) размещался «Salón Rojo», один из первых кинотеатров в городе. «Salón Rojo» был основан Сальвадором Тоскано, а затем переоснащён Херманом Камусом и славился своим электрическим эскалатором. В 1950-х годах здесь продавались изысканные ковры, а затем размещалось почтовое отделение. В конце XX века это здание было приобретено банком Santander Serfin, и его часть была отдана под музей Серфин. В музее была представлена небольшая коллекция местной одежды и одежды колониальной эпохи. Ныне он закрыт. Здание на улице Боливара (дом 26) — единственный оставшийся участок первоначального дома Борда, который сохранил все оригинальные интерьеры XVIII века, все остальные участки сохранили только фасады. Там в первой половине XX века располагались гаремные бани, о чём свидетельствует изразцовая панель, изображающая Нептуна на конюшенном дворе. В начале XXI это здание был полностью отремонтировано при участии семьи Итурбе.